# I'll Never Stop
Singles de NSYNC
It's Gonna Be Me
(2000) This I Promise You
(2000)
Clip vidéo
[vidéo] « I'll Never Stop », sur YouTube
I'll Never Stop est une chanson du boys band américain *NSYNC extraite de la version européenne de leur deuxième album studio, sorti au printemps 2000 et intitulé No Strings Attached. (La chanson n'était pas incluse dans la version nord-américaine de l'album. Au Japon, c'était l'une des pistes bonus.)
En Europe, la chanson a également été publiée en single. Le single est sortie en été 2000, c'était le deuxième single de l'album (après Bye Bye Bye)
Au Royaume-Uni, la chanson a débuté à la 13e place du hit-parade des singles pour la semaine du 16 au 22 juillet 2000. Elle a également atteint la 17e place en Wallonie (Belgique francophone), la 20e place en Suède, la 23e place en Allemagne, la 28e place aux Pays-Bas, la 31e place en Suisse et la 44e place en Flandre (Belgique néerlandophone).